# Parafia cywilno-wojskowa św. Michała Archanioła w Mińsku Mazowieckim
Parafia św. Michała Archanioła w Mińsku Mazowieckim – parafia rzymskokatolicka cywilno-wojskowa, należąca do dekanatu mińskiego - Narodzenia NMP, diecezji warszawsko-praskiej, metropolii warszawskiej, a także Żandarmerii Wojskowej Ordynariatu Polowego Wojska Polskiego Kościoła katolickiego, w Mińsku Mazowieckim, w województwie mazowieckim.

## Zasięg parafii
Do parafii należą wierni z części Mińska Mazowieckiego oraz następujących miejscowości: Kolonia Janów, Nowe Osiny i Osiny.

## Historia
Została erygowana 21 stycznia 1993 roku, przez biskupa polowego Sławoja Leszka Głódzia (parafia wojskowa), zaś 1 lipca 1994 utworzono ośrodek duszpasterski, a 15 sierpnia 2004 parafię w ramach diecezji warszawsko-praskiej (parafia cywilna).
Parafia dysponuje nowym kościołem.
Jako parafia wojskowa obejmuje Oddział Specjalny Żandarmerii Wojskowej, Centrum Szkolenia Żandarmerii Wojskowej oraz 23 Bazę Lotnictwa Taktycznego.
Pod względem administracyjnym należy do dwóch dekanatów: mińskiego-Narodzenia Najświętszej Maryi Panny i Żandarmerii Wojskowej Ordynariatu Polowego Wojska Polskiego (do roku 2012 parafia należała do Dekanatu Sił Powietrznych Południe).